# Hellerbergland
Das Hellerbergland ist der südlichste Teil des naturräumlichen Siegerlandes an der Landesgrenze von Nordrhein-Westfalen zu Rheinland-Pfalz von dessen östlicher Nahtlinie zur Kalteiche im äußersten Südwesten des Rothaargebirges bis zu dessen südlicher Nahtlinie zum Hohen Westerwald. Es wird von der Heller zentral in westliche bis nordwestliche Richtungen durchflossen und aufgeteilt in das Nördliche Hellerbergland, das Mittlere Hellertal und das Südliche Hellerbergland.
Während das bis 621,4 m ü. NHN hohe Südliche Hellerbergland landläufig oft als Teil bzw. Nordabdachung des Westerwaldes angesehen wird, wird das in sich abgegrenztere Nördliche Hellerbergland in Karten meistens, nach seiner höchsten (517 m) Erhebung, als Windhahn bezeichnet.
Das Hellerbergland bildet zusammen mit dem sich nördlich anschließenden, bis 527 m hohen Giebelwald einen Riegel vom nordrhein-westfälischen Kern-Siegerland zum sich östlich anschließenden, rheinland-pfälzischen Mittelsieg-Bergland, den die Sieg im Niederschelden-Betzdorfer Siegtal zwischen Niederschelden und Betzdorf durchbricht und die Heller zwischen Neunkirchen und Betzdorf.

## Naturräumliche Gliederung
Das Hellerbergland gliedert sich naturräumlich wie folgt:
- (zu 331 Siegerland)
  - 331.3 Hellerbergland
    - 331.30 Nördliches Hellerbergland
    - 331.31 Mittleres Hellertal
    - 331.32 Südliches Hellerbergland

### Nördliches Hellerbergland
Das Nördliche Hellerbergland, landläufig nach seiner höchsten Erhebung, dem 517 m hohen Windhahn, auch Windhahn genannt, ist ein in Westsüdwest-Ostnordost-Richtung etwa 16 km breiter, in Nordnordwest-Südsüdost-Richtung im Zentrum 5 km messender, in sich relativ gut abgeschlossener, dicht bewaldeter Höhenzug im Süden des historischen und naturräumlichen Siegerlandes. Seine östliche Hälfte liegt im Kreis Siegen-Wittgenstein, Nordrhein-Westfalen, seine Westhälfte im Landkreis Altenkirchen, Rheinland-Pfalz.

#### Lage und Grenzen
Das Nördliche Hellerbergland wird nach Nordosten durch das schmale Tal des Eisernbaches von Wilnsdorf im Osten über Eisern nach Eiserfeld im östlichen Norden vom Kern-Siegerland getrennt, nach Nordwesten trennt es das landschaftsprägende Niederschelden-Betzdorfer Siegtal der Sieg zwischen Niederschelden im Norden über Mudersbach, Brachbach und Kirchen (Sieg) nach Betzdorf im Westen vom um 10 m höheren Giebelwald.
Von Betzdorf aus ist flussaufwärts das Mittlere Hellertal über Herdorf nach Neunkirchen (westliche) Südgrenze zum Südlichen Hellerbergland und die Verlängerung dieses Tals nach Osten flussaufwärts des Wildebaches nach Wilden Südostgrenze zur bereits das Rothaargebirge einleitenden Kalteiche. Über den schmalen Korridor zwischen Wilden und Wilnsdorf, der im äußersten Osten das Nördliche Hellerbergland mit der Kalteiche verbindet, verläuft die Trasse der A 45, die entsprechend in etwa die Ostgrenze darstellt.

#### Gewässer
Die wenigen kurzen Bäche, die das Innere des Berglandes durchfließen, entwässern fast alle nach Süden zu Heller und Wildebach. Ihre fächerförmigen Täler sind z. T. tief in die Landschaft eingeschnitten.
Die wichtigsten dieser Bäche sind – wildebach- bzw. hellerabwärts von Osten nach Westen geordnet:
- Arbach (3,8 km, 4,7 km²) – zum Wildebach
- Herzbach (3,7 km, 3,7 km²) – nominell zum Dermbach, jedoch unter 50 m gemeinsame
- Dermbach (2,3 km, 4,8 km²) – zur Heller (mit Herzbach 8,5 km²)
- Imhäuserbach (5,0 km, 5,1 km²) – zur Heller

Das Imhäuser Tal – ein Wiesental mit einigen Feuchtwiesenbeständen – gliedert den Westteil der Landschaft. An seinem Oberlauf liegen mit (bachabwärts) Offhausen und Herkersdorf zwei der drei Orte der Landschaft. Der dritte Ort, Dermbach, liegt unmittelbar westlich des mittleren Bachlaufes seines Namensgebers.

#### Berge
Die beiden mit Abstand wichtigsten Gipfel des Höhenzuges sind im westlichen, rheinland-pfälzischen Teil der 517 m hohe Windhahn und im östlichen, nordrhein-westfälischen Teil der 499 m hohe Pfannenberg. Besonders bekannt ist darüber hinaus die auf etwa 450 m liegende Felsformation Druidenstein westlich des Windhahn.

#### Landschaft
Zur östlichen Nahtlinie zur Kalteiche hin flacht das Bergland allmählich ab und wird auch reliefärmer, jedoch sinkt auch der Korridor zwischen beiden Höhenzügen an der A 45 nicht auf unter 400 m.
Die Landschaft ist dicht bewaldet, lediglich die drei kleinen, alle auf der rheinland-pfälzischen Westseite gelegenen Orte im Inneren (von West nach Ost) Herkersdorf, Offhausen (beide zu Kirchen) und Dermbach (zu Herdorf) sind gerodet. In den Talflanken herrscht Laubwald vor, in Höhenlagen Nadelwald, wobei sich insgesamt beide Formen etwa im Gleichgewicht befinden.

### Mittleres Hellertal
Entgegen seinem vorderen Namensteil stellt der Naturraum Mittleres Hellertal, vom Quellverlauf im Bereich der Kalteiche abgesehen, fast den gesamten, 19 km Luftlinie und knapp 27 Flusskilometer spannenden Talverlauf der Heller von Burbach im Südosten über Neunkirchen (beide Kreis Siegen-Wittgenstein, Nordrhein-Westfalen) und Herdorf bis kurz vor die Mündung in Betzdorf (letztgenannte Orte Landkreis Altenkirchen, Rheinland-Pfalz) dar. Knapp jenseits des äußersten Osten der Gemarkung Burbachs erreicht das Tal sogar zu minimalen Anteilen hessischen Boden, im Osten Neunkirchens folgt es dem Wildebach flussaufwärts in Richtung Wilden. Außerdem gehört die Gilsbach-Schneise von Gilsbach, die, außer nach Südwesten – wo die Landschaft nach Wahlbach hin abflacht – in alle Richtungen von Ausläufern der Kalteiche umgeben ist, zum Naturraum.
Das Hellertal stößt im Norden an das bis 517 m hohe Nördliche Hellerbergland, im Süden an das bis um 620 m hohe Südliche Hellerbergland und im Osten an das Massiv der Kalteiche im äußersten Südwesten des Rothaargebirges. Nach (Nord-)Westen schließt sich der äußerste Westen des Niederschelden-Betzdorfer Siegtals der Sieg an der Nahtlinie zum Mittelsieg-Bergland an.

#### Der Freie Grund
Das Mittlere Hellertal deckt sich in weiten Teilen mit dem Siedlungsgebiet der historischen Region Freier Grund.

#### Gewässer
Die folgenden, vom Massiv der Kalteiche kommenden Bäche münden flussabwärts von rechts in die Heller und liegen fast vollständig im Naturraum:
- Gilsbach (4,3 km, 7,3 km²)
- Volkersbach (3,2 km, 5,4 km²)
- Wildebach (11,7 km, 30,7 km²)

Beide Bachläufe verlaufen fast vollständig im Naturraum.

#### Berge
Inselartig zwischen den Tälern von Volkersbach (Südosten), Heller (Südwesten) und Wildebach (Nordwesten und Norden) liegt der Rassberg-Rücken mit dem 432 m hohen Leyenkopf, der unmittelbar vom Massiv der Kalteiche abzweigt und zum Naturraum gehört.

### Südliches Hellerbergland
Das in Westnordwest-Ostsüdost etwa 22 km breite, in Nordnordost-Südsüdwest-Richtung maximal 8 km Breite erreichende Südliche Hellerbergland ist der südlichste Teil des naturräumlichen Siegerlandes an dessen südlicher Nahtlinie zum Hohen Westerwald, den es zur Heller und damit zur Sieg hin abdacht. Es erreicht Höhenlagen von bis um 620 m, die jene des Hohen Westerwaldes nur knapp unterschreiten, unterscheidet sich jedoch im Relief und in der Vegetation deutlich von diesem. So ist das Südliche Hellerbergland fast durchgängig bewaldet und die Flusstäler von Daadenbach, Buchheller und anderen Bächen sind tief in die Landschaft eingeschnitten.
Die Westhälfte des Berglandes liegt im Landkreis Altenkirchen (Rheinland-Pfalz), seine Osthälfte im Kreis Siegen-Wittgenstein (Nordrhein-Westfalen).

#### Lage und Grenzen
Das Südliche Hellerbergland wird in nördliche Richtungen durch das Mittlere Hellertal der Heller von Betzdorf flussaufwärts bis Neunkirchen vom Nördlichen Hellerbergland (bis 517 m) getrennt. Im Oberlauf des Flusses trennt es das Tal weiter in Richtung Burbach, in dessen Osten, jenseits von Würgendorf, die Wasserscheide der Sieg zur Lahn erreicht wird, schließlich vom sich nordöstlich anschließenden Massiv der Kalteiche (bis 579 m).
Nach Südosten hin verläuft diese Wasserscheide über den Höhenzug Die Höh über das Hellerbergland selber, während sich jenseits unmittelbar der Naturraum Dilltal mit dem Haigerbach und den Ortsteilen Holzhausen und Lützeln anschließt.
An der Lipper Höhe unmittelbar südöstlich des Ortsteils Lippe erreicht die Wasserscheide schließlich die Nahtlinie zur bis 657 m hohen Westerwald-Basalthochfläche. Diese folgt im weiteren Verlauf nach Westen dem Relief und der Bewaldung entsprechend über Lippe und passiert die Landesgrenze zu Rheinland-Pfalz und die Kreisgrenze zum Landkreis Altenkirchen südöstlich Emmerzhausens, von wo sie bis unmittelbar südöstlich Maudens weiter verläuft. Hier geht die Westerwälder Basalthochfläche nach Westen in das Neunkhausen-Weitefelder Plateau über, das, ebenfalls Teil des Hohen Westerwaldes, der Basalthochfläche in Relief und Vegetation ähnelt, indes nicht mehr dessen Höhen erreicht und an der Nahtlinie um 400 m Höhe liegt. Die Grenze verläuft jeweils unmittelbar nördlich der auf dem Plateau liegenden Orte Derschen, Friedewald und Weitefeld.
Östlich von Steineroth wird die schmale westliche Nahtlinie des Hellerberglandes zum Nisterbergland und damit zum Mittelsieg-Bergland erreicht. Diese Grenze folgt der Wasserscheide zwischen Heller und Elbbach nach Nordwesten, um schließlich die Siegschleife westlich Scheuerfelds zu erreichen. Von hier bis zum östlicher gelegenen Betzdorf bildet der unterste Abschnitt des Niederschelden-Betzdorfer Siegtals eine natürliche Nordwestgrenze des Südlichen Hellerberglandes.

#### Gewässer
Die folgenden, hellerabwärts geordneten Bäche und Flüsse verlaufen übers Südliche Hellerbergland; da es sich der Höhenstruktur wegen stets um linke Nebenflüsse handelt, sind die Flüsse gleichzeitig im Uhrzeigersinn geordnet:
- Heller (30,2 km, 204,2 km²) – nördlicher Grenzfluss
  - Buchheller (9,4 km, 14,7 km²)
  - Mischebach (5,7 km, 7,6 km²)
  - Sottersbach (6,1 km, 8,0 km²)
  - Daadenbach (16,0 km, 53,3 km²)
    - Derscherbach (3,9 km, 9,3 km²)
    - Friedewalderbach (4,9 km, 8,1 km²)
    - Dreisbach (5,6 km, 8,4 km²)

Die Heller entspringt am Massiv der Kalteiche, Buchheller und Daadenbach an der Westerwälder Basalthochfläche und die aufgeführten Daadenbach-Nebenflüsse am Neunkhausen-Weitefelder Plateau. Lediglich Mischel- und Sotterbach verlaufen ganz im Hellerbergland.
Alle Bachtäler sind markant in die Landschaft eingeschnitten. Insbesondere orientiert sich die naturräumliche Grenze zu den beiden Teilen des Hohen Westerwaldes neben der Bewaldung am jeweiligen Beginn der Taleinsenkungen.

#### Berge
Folgende Erhebungen prägen das Südliche Hellerbergland u. a.:
- Lipper Höhe (621,4 m, äußerster Südosten) – südliche Nahtstelle von der Höh zum Hohen Westerwald auf der Lahn-Sieg-Wasserscheide
- Lipper Nürr (616,9 m, Süden der Landesgrenze)
- Die Höh (598 m, äußerster Osten) – Brücke von der Kalteiche zum Hohen Westerwald auf der Lahn-Sieg-Wasserscheide
- Die Burg (594,5 m, Osten)
- Hohenseelbachskopf (517,5 m, Norden der Landesgrenze)
- Mahlscheid (Malscheid; 509,3 m, Norden der Landesgrenze) – Naturschutzgebiet mit Silbersee in Tagebaurestloch
- Arsberg (430 m, äußerster Westen)
- Hellerberg (366,9 m, Norden) – NRW, direkt am Hellertal

#### Landschaft
Als Nahtlinie des Siegerlandes zum Hohen Westerwald verfügt das Südliche Hellerbergland zum einen über typische Eigenschaften einer Quellmuldenlandschaft mit deutlich eingesenkten Flusstälern, zum anderen sind stellenweise auch deutliche Anzeichen der vulkanischen Aktivitäten des Hohen Westerwaldes zu erkennen. Zwischen Basaltkuppen, die früher dem Abbau dienten, liegen kleinflächigere Verebnungen.
Die Landschaft ist durch dichte Bewaldung, an den Talflanken Laubwald und in den Höhenlagen zumeist Fichtenforste, geprägt. Nennenswerte Rodungen finden sich praktisch ausschließlich in der Besiedlungszone des durch früheren Erzabbau geprägten Daadenbach-Tals und an der südlichen Nahtlinie zum Hohen Westerwald.